# A Stranger Here
A Stranger Here je studiové album amerického hudebníka Ramblin' Jack Elliotta. Vydáno bylo v dubnu roku 2009 společností ANTI- a jeho producentem byl Joe Henry. Album se umístilo na páté příčce v hitparádě bluesových alb časopisu Billboard. Deska byla oceněna cenou Grammy jako nejlepší tradiční bluesové album.

## Seznam skladeb
1. „Rising High Water Blues“ (Blind Lemon Jefferson) – 3:55
2. „Death Don't Have No Mercy“ (Reverend Gary Davis) – 6:08
3. „Rambler's Blues“ (Lonnie Johnson) – 5:14
4. „Soul of a Man“ (Blind Willie Johnson) – 4:16
5. „Richland Women Blues“ (Mississippi John Hurt) – 4:25
6. „Grinnin' in Your Face“ (Son House) – 3:55
7. „New Stranger Blues“ (Tampa Red) – 3:25
8. „Falling Down Blues“ (Furry Lewis) – 4:53
9. „How Long Blues“ (Leroy Carr) – 4:44
10. „Please Remember Me“ (Walter Davis) – 4:03

## Obsazení
- Ramblin' Jack Elliott – zpěv, kytara
- Greg Leisz – kytara, dobro, mandolína, mandola, weissenborn
- Jay Bellerose – bicí, perkuse
- Keefus Ciancia – klavír, klávesy
- Van Dyke Parks – klavír, vibrafon
- David Piltch – kontrabas
- David Hidalgo – kytara, akordeon